# Ignoratio elenchi

Ignoratio elenchi (cunoscut și sub denumirea de argument irelevant sau concluzie irelevantă sau teză irelevantă) este eroarea logică în care se prezintă un argument care în sine poate sa fie valid dar care dovedește sau susține validitatea unei afirmații diferite de cea care ar fi trebuit să dovedească sau să susțină. 

## Heringul roșu
Similar argumentului irelevant, heringul roșu este un argument dat în replică, dar care ignoră problema reală - devenind astfel irelevant. Acest gen de argument este de obicei folosit pentru a distrage atenția de la subiectul discuției.

## Tu quoque
Din latinescul „și tu” este un alt argument folosit pentru a distrage atenția de la subiectul discuției. Este afirmat că un sfat sau argument trebuie să fie unul fals pur și simplu pentru că persoana care a prezentat sfatul nu-l respectă nici el însuși. Tu quoque este frecvent întâlnit în combinație cu un argument ad hominem.

## Exemple
- Admit că politica fiscală a premierului este populară, dar suspectez că el are o relație extraconjugală cu o femeie pe care o plătește să păstreze tăcerea. Presa ar trebui să investigheze.

Adversarul politic al premierului incearcă să deraieze discuția despre politica fiscală. Se observă că dacă discuția ar fi despre integritatea morală a premierului atunci argumentul este valid.
- Poți să afirmi că pedeapsa capitală este ineficientă în combaterea crimei, dar ce părere ai despre victimele crimelor? Cum crezi că se vor simți rudele victimei văzând criminalul fiului lor ca fiind ținut în închisoare pe cheltuaiala lor? Este just ca ei să contribuie la hrana și adăpostul criminalului propriului lor fiu?

Se observa distragerea atenției de la discuția legată de abrogarea pedepsei capitale la cea a suferinței rudelor victimei sau a folosirii banilor contribuabililor de către stat.